# Too Many Friends
Too Many Friends è un singolo del gruppo musicale britannico Placebo, pubblicato come primo singolo estratto dall'album Loud Like Love nel 2013.

## Video musicale
Il videoclip del brano, girato a Los Angeles con il regista Saman Kesh, vede la collaborazione di Bret Easton Ellis (autore del famoso romanzo American Psycho) come voce narrante fuori campo di un omicidio. Un secondo video ufficiale, diretto da Duncan Roe, è stato realizzato come parte del progetto Alternate Video promosso dai Placebo.

## Tracce
CD. vinile 7"
1. Too Many Friends – 3:37
2. Outro – 2:26

CD promozionale (prima versione)
1. Too Many Friends – 3:55

CD promozionale (seconda versione), download digitale
1. Too Many Friends – 3:35

## Classifiche
| Classifica (2013) | Posizione massima |
| ----------------- | ----------------- |
| Austria           | 51                |
| Belgio (Fiandre)  | 46                |
| Belgio (Vallonia) | 26                |
| Francia           | 31                |
| Germania          | 14                |
| Italia            | 58                |
| Svizzera          | 36                |